# Diocus gobinus
Diocus gobinus är en kräftdjursart som först beskrevs av Otto Friedrich Müller 1776.  Diocus gobinus ingår i släktet Diocus och familjen Chondracanthidae. Inga underarter finns listade i Catalogue of Life.